# Шаммар
Шаммар (араб. شمر‎) — арабское племя, относящееся к арабскому племенному союзу Бану Тайй' (Бану Тайи).
Предки шаммар из племени Бану Тайй' во II веке до н. э. мигрировали из Йемена и заселили север плато Неджда (район гор-близнецов Аджа и Сальма), вытеснив оттуда племена Бану Ассад и Бану Тамим. В месяце раби ас-сани 9-го года хиджры (июль 630 года) племя Бану Тайй' было покорено и исламизировано сторонниками Пророка Мухаммеда. Этноним шаммар встречается в исторических источниках с XIV века, а горы-близнецы Аджа и Сальма в честь племени получили новое название — Джебель-Шаммар («Горы племени Шаммар»). В XVII веке значительная часть племени шаммар  переселилась из Аравии в Ирак, заняв его северные районы вплоть до Мосула, а оставшаяся в Аравии часть племени проживала на территории нынешней минтаки (провинции) Хаиль.
Во главе племени шаммар долгое время стояли шейхи и амиры из клана аль-Али, основавшие в начале XIX века эмират Джебель-Шаммар с центром в городе Хаиль. В 1835 году во главе эмирата и племени встала династия Аль Рашид. В 1921 году эмират Джебель-Шаммар вошёл в состав государства Саудитов, а шаммарский амир Мухаммад II ибн Талал закончил жизнь в почётном плену в Эр-Рияде.